# 示拿

西元前二千年時，兩河流域的城市，文中提及的烏路（Uruk）及吾珥（Ur）在地圖右下方，兩河流域的下游

示拿（/ˈʃaɪnɑːr/，希伯來文  Šinʻar，七十士譯本 Σεννααρ Sennaar）是在舊約聖經中描寫美索不达米亚（兩河流域）區域的名詞。字面上表示「一個男孩」。

## 希伯來聖經
「示拿」一詞在希伯來聖經（舊約聖經）中出現了八次，是指巴比倫尼亞。示拿的位置包括了巴比伦（巴比倫尼亞的北部）及以力（巴比倫尼亞的南部）。依照《創世記》10:10所述，宁录王國的起頭是在「巴別、以力/烏路（Erech/Uruk）、亞甲（Accad）、甲尼，都在示拿地」。11:2提到在示拿地有一片平原，也就是建造巴別塔的地方。在大洪水之後，閃、含及雅弗的子孫漸漸的移居到示拿地。事實上，從「迦勒底的吾珥」一地名來看，吾珥(Ur)就是烏爾第三王朝(Ur,t3rd)，因此示拿地就是蘇美人居住之地。
在創世記14:1,9，暗拉非王統治示拿。在《約書亞記》7:21、《以賽亞書》11:11、《但以理書》1:2及《撒迦利亞書》5:11也有提到示拿，常作為巴比倫尼亞的同義詞。